# Хосе Москардо Ітуарте

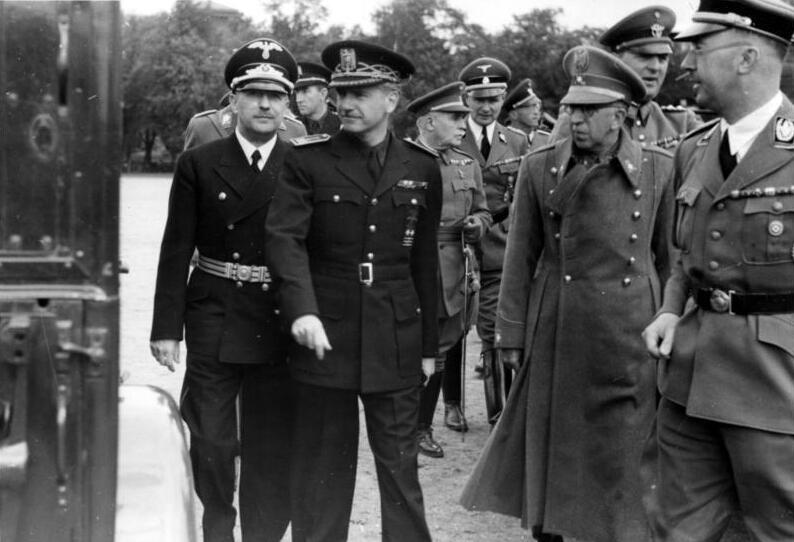
Хосе Москардо (у шинелі)
(жовтень 1940 р.)

Хосе Москардо Ітуарте (ісп. José Moscardó Ituarte; 26 жовтня 1878, Мадрид — 12 квітня 1956, Мадрид) — іспанський військовий діяч, генерал. Учасник колоніальних війн Філіппінах (1897—1898) і Марокко (1909—1926). З 1929 полковник і, як заслужений ветеран, призначений директором школи для сиріт в Толедо.
У 1931 році після повалення монархії республіканська влада провела в армії «чистку», в ході якої багато офіцерів, які відзначилися в колоніальних війнах, були понижені в званнях. У результаті Москардо з полковника став підполковником. Після виборів 1933 року, на яких перемогли правоцентристські сили, був відновлений в званні полковника і призначений в 1934 р. військовим комендантом Толедо. З 1936 р. був начальником військової школи в Толедо.

## Оборона Алькасара
18 липня 1936 р. очолив антиреспубліканське повстання в Толедо (в рамках повстання військових на всій території країни під керівництвом Франсіско Франко та інших генералів). Однак республіканська міліція, яка мала значну чисельну перевагу, змусила Москардо і його прихильників зайняти оборону в Алькасарі — фортеці, що знаходиться на пануючій над містом височині. У розпорядженні Москардо було близько 1000 чоловіків. Крім того, в Алькасарі сховалися члени їх сімей — 550 жінок та 50 дітей. Також у фортеці знаходилися заручники — цивільний губернатор Толедо з родиною і близько ста лівих активістів.
Оборона Алькасара тривала 70 днів. Обложені страждали від браку продовольства: його стало дещо більше після вилазки, в результаті якої в сусідньому зерносховище вдалося добути дві тисячі мішків зерна. Крім того, на початку облоги в Алькасаре знаходилися 177 коней, які також були використані в їжу (виключаючи одного племінного жеребця). Замість солі використовувалася штукатурка зі стін. За відсутністю священика похоронні обряди у фортеці виконував сам Москардо (по аналогії з капітаном корабля).
У вересні республіканці активізували бойові дії, і 18 вересня їм вдалося підірвати одну з башт фортеці. 20 вересня стіни Алькасара були облиті горючою рідиною і закидані гранатами, але це не завдало фортеці великої шкоди. 25 вересня була підірвана ще одна вежа. Проте на той час франкістські війська генерала Варела вже знаходилися на відстані 15 кілометрів від Толедо.
27 вересня Толедо був узятий франкістами. 28 вересня відбулася урочистий в'їзд в місто генерала Варела, який прийняв парад захисників Алькасара. Москардо вітав генерала рапортом — «У Алькасарі все спокійно, мій генерале».

### Син
Найбільш відомим епізодом облоги Алькасара стали події 23 липня. Того дня Москардо зателефонував глава толедської міліції Кандідо Кабельо. Він зажадав від полковника здачі Алькасара протягом десяти хвилин, пригрозивши в разі відмови розстріляти сина Москардо Луїса. Для підтвердження своїх слів він передав Луїсу трубку. Відбувся наступний розмова: Син: «Тату!» — Москардо: «Що там відбувається, мій хлопчик» — Син: «Нічого особливого. Вони кажуть, що розстріляють мене, якщо Алькасар не здасться». — Москардо: «Якщо це правда, то вручи свою душу Богові, крикни "Хай живе Іспанія! " І помри як герой. Прощай мій син, прийми мій останній поцілунок».
Після цього трубку знову взяв командир міліції, якому Москардо заявив: «Ваш термін нічого не означає. Алькасар ніколи не здасться», після чого повісив трубку. Син полковника через деякий час був розстріляний.

## Після оборони Алькасару
Після звільнення Толедо полковник Москардо став генералом і призначений командиром дивізії «Соріано», на чолі якої брав участь у битві при Гвадалахарі. В 1938 році — командир Арагонського армійського корпусу, воював в Каталонії.
Після закінчення громадянської війни був головою військового кабінету Франко (1939), командувачем фалангістською міліцією (1941), генерал-капітаном (командувачем військами) II і IV військових округів (Каталонія і Андалусія). З 1939 року — дивізійний генерал, потім генерал-лейтенант. Був президентом Олімпійського комітету Іспанії, депутатом парламенту. Входив до складу Національної ради з освіти. Обіймав почесний пост канцлера заснованого Франко імперського ордена «Ярмо і стріли» (Orden Imperial del Yugo y las Flechas) — названий на честь давніх символів Арагона і Кастилії.
У 1948 році Франко присвоїв Москардо титул графа Алькасара де Толедо (Conde de Alcasar de Toledo), що зробило його грандом Іспанії.
Генерал помер у 1956 році і був похований в самому Алькасарі, серед загиблих під час оборони франкістів, поряд із розстріляним сином Луїсом. Посмертно йому було присвоєно звання фельдмаршала (Capitan General).